# Tagondaing
Tagondaing (ook bekend als Tagundaing) is een dorp in Kayin, Myanmar. Tagondaing telde bij de volkstelling van 2014 4.994 inwoners.